# Порфирий Кавсокаливит
Порфирий Кавсокаливит (греч. Πορφύριος Καυσοκαλυβίτης в миру Евангелос Баирактарис, греч. Ευάγγελος Μπαϊρακτάρης; 7 [20] февраля 1906, Айос-Иоаннис — 2 декабря 1991, Афон, Айон-Орос) — священнослужитель Константинопольской православной церкви, старец, прославлен в лике преподобных (2013).

## Биография
Родился 7 февраля 1906 года в деревне Айос-Иоаннис на острове Эвбея в семье Елены и Леонида Баирактарис и был четвёртым ребёнком. Его отец работал церковным певчим и лично знал Нектария Эгинского. Не будучи в состоянии прокормить многодетную семью, отец вынужденно уехал гастарбайтером на строительство Панамского канала.
Начальную грамоту Евангелос изучил, читая Библию и богослужебные книги, в связи с чем был принят в первый класс школы, однако из-за нищеты, после первого класса был вынужден прекратить занятия и уехать на заработки в Халкиду. В 1918 году, прочитав житие святого Иоанна Каливита, мальчик так вдохновился святой жизнью преподобного, что решил подражать ему и в том же году уехал на гору Афон, где был принят в Кавсокаливийский скит, в котором прожил в качестве послушника 6 лет, получив в рясофоре имя Никита.
В 1924 году сильно заболел и был отправлен в монастырь священномученика Харалампия в Авлонари(Ιερά Μονή Αγίου Χαραλάμπους Λευκών), который находился недалеко от его родной деревни святого Иоанна, где получил исцеление от своей болезни. Позднее жил в обители свт. Николая Чудотворца в Ано-Вафеа.
В 1926 году состоялась его встреча с земляком архиепископом Синайским Порфирием (Павлиносом), который был так вдохновлён духовными дарами молодого монаха, что рукоположил его в сан пресвитера и нарек своим именем — Порфирий.
С 1940 года иеромонах Порфирий приехал в Афины, где был назначен приходским священником в церкви Святого Герасима в Афинской поликлинике около площади Омония, в которой служил Богу и людям до 1973 года. За это время Порфирий помог тысячам людей обрести душевный мир и, получив дар прозорливости и врачевания, исцелил от многих болезней. Нес послушание духовника, много времени посвящая исповеди приходивших к нему людей.
После ухода на пенсию в 1973 году он основал исихастирий Преображения Господня в Милесе (Ιερό Ησυχαστήριο της Μεταμορφώσεως του Σωτήρος, Μήλεσι).
Незадолго до смерти старец был извещён о своей скорой кончине и пожелал умереть смиренно, вдали от мира. Скончался в своей келии в Кавсокаливийском скиту на горе Афон 2 декабря 1991 года.

## Канонизация
Спустя 22 года после блаженной кончины, 1 декабря 2013 года Синод Константинопольского патриархата прославил старца в лике святых.
25 декабря 2014 года решением Священного синода РПЦ включён в месяцеслов Русской православной церкви с определением празднования его памяти 2 декабря — как это установлено в Константинопольской православной церкви.